# 先进计算与关键软件（信创）海河实验室
39°03′44″N 117°37′11″E / 39.0622°N 117.6198°E先进计算与关键软件（信创）海河实验室，简称信创海河实验室，位于天津市滨海新区高新区海洋片区的信创谷产业园区，是天津市首批五家海河实验室之一，依托国家超级计算天津中心建设，2021年11月16日揭牌。